# Placówka Straży Celnej „Wysoka”

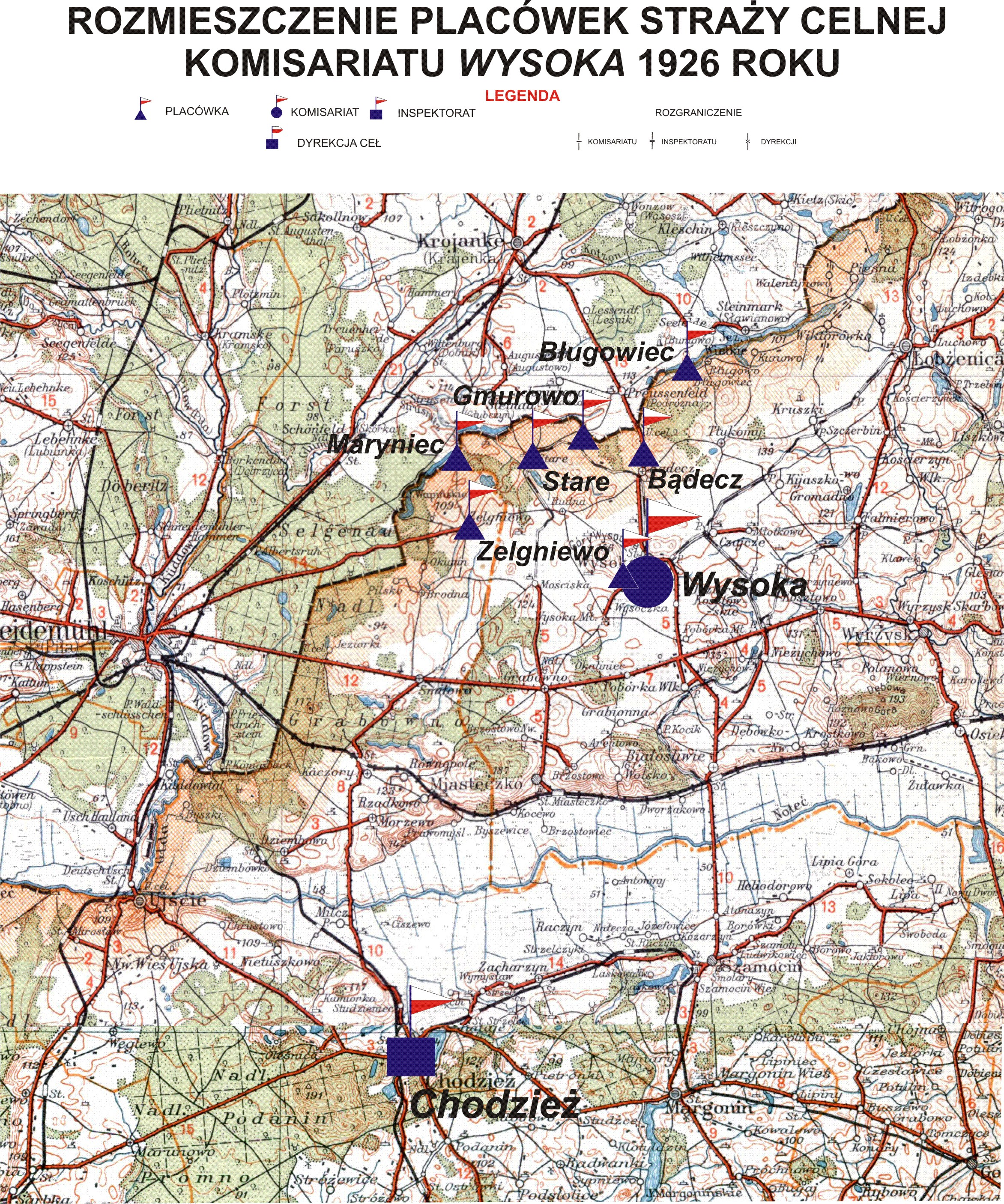
Rozmieszczenie placówek Straży Celnej Komisariatu Wysoka

Placówka Straży Celnej „Wysoka” – jednostka organizacyjna Straży Celnej pełniąca w okresie międzywojennym służbę ochronną na granicy polsko-niemieckiej.

## Formowanie i zmiany organizacyjne
Na wniosek Ministerstwa Skarbu, uchwałą z 10 marca 1920 roku, powołano do życia Straż Celną. Jednostki Straży Celnej rozpoczęły przejmowanie odcinków granicy od pododdziałów Batalionów Celnych. W 1921 roku w Żukowie stacjonował sztab 4 kompanii 21 batalionu celnego. Kompania wystawiała między innymi placówkę w Wysokiej. Proces tworzenia Straży Celnej trwał do końca 1922 roku. Placówka Straży Celnej „Wysoka” weszła w podporządkowanie komisariatu Straży Celnej „Wysoka” z Inspektoratu SC „Międzychód”.
W drugiej połowie 1927 roku przystąpiono do gruntownej reorganizacji Straży Celnej. W praktyce skutkowało to rozwiązaniem tej formacji granicznej. Ochronę północnej, zachodniej i południowej granicy państwa przejęła powołana z dniem 2 kwietnia 1928 roku Straż Graniczna.
Rozkazem nr 2 z 19 kwietnia 1928 roku w sprawie organizacji Pomorskiego Inspektoratu Okręgowego dowódca Straży Granicznej gen. bryg. Stefan Pasławski określił strukturę organizacyjną komisariatu SG „Rudna”. Placówka Straży Granicznej II linii „Wysoka” znalazła się w jego strukturze.

## Funkcjonariusze placówki
Kierownicy placówki
| stopień    | imię i nazwisko, numer | okres pełnienia służby | kolejne stanowisko |
| ---------- | ---------------------- | ---------------------- | ------------------ |
| przodownik | Józef Żurawicz (391)   | był w 1926             |                    |

Obsada personalna placówki w 1926:
- przodownik Józef Żurawicz (391)
- starszy strażnik Teofil Sikorski (416)
- starszy strażnik Ignacy Grobelniak (2312)
- strażnik Jan Dolny (66)
- strażnik Stanisław Ksobiech (80)
- strażnik Jan Nowaczyk (366)
- strażnik Ignacy Spychaj (848)